# Djenal Gonçalves
Djenal Gonçalves Soares (Canhoba, 12 de novembro de 1942) é um médico, professor e político brasileiro. Exerceu o mandato de deputado federal constituinte em 1988.

## Biografia
Filho de José Deodato Soares e de Maria da Conceição Gonçalves Soares, Djenal nasceu no pequeno município de Canhoba, no Sergipe, em 12 de novembro de 1942. Formou-se médico pela UFS (Universidade Federal de Sergipe) em 1977 e, no ano seguinte, virou professor de Medicina na instituição. Concomitantemente às funções exercidas na universidade, trabalhou no Instituto Nacional de Assistência Médica da Previdência Social (INAMPS).
Em 1981, 1982 e 1983, exerceu funções diferentes na faculdade: tornou-se chefe do departamento de cirurgia, alcançou o cargo de vice-reitor e retornou à sala de aula, respectivamente.
Sua entrada na política deu-se somente em 1985, quando já tinha 43 anos. Djenal Gonçalves candidatou-se, pelo Partido Democrático Social, ao cargo de vice-prefeito de Aracaju, capital de Sergipe, na chapa que tinha José Gilton Pinto Garcia como principal nome. Entretanto, Jackson Barreto, do PMDB, acabou por ser eleito.
Nas eleições do ano seguinte, alcançou o cargo de deputado federal, garantindo assim lugar no processo de elaboração da Constituição da República Federativa do Brasil de 1988, após a Ditadura Militar. Durante o mandato, votou favoravelmente à pena de morte, ao mandato de cinco anos para o presidente da República – na época, José Sarney –, ao presidencialismo e à unicidade sindical. Em contraponto, foi contrário à limitação dos encargos com a dívida externa, à proibição do comércio de sangue e à jornada semanal de 40 horas e turno ininterrupto de seis horas. Após a aprovação Constituição de 1998, integrou as comissões de Relações Exteriores (1988-1991), de Previdência, Saúde e Assistência Social (1989-1990) e de Seguridade Social e Família (1990).
Conseguiu a reeleição como deputado federal em 1990, ainda pelo PDS, em 1990 (exercendo o cargo de 1991 a 1995). Legislatura durante a qual votou a favor da criação do Fundo Social de Emergência (FSE) e do Imposto Provisório sobre Movimentações Financeiras (IPMF), da mudança do conceito de empresa nacional, contra o fim do voto obrigatório e, em 1992, foi favorável ao processo de impeachment do então presidente do Brasil, Fernando Collor.
Nas eleições de 1994, já filiado ao PSDB, não conseguiu a segunda reeleição consecutiva como deputado federal. Em fevereiro de 1995, foi o representante de Sergipe em Brasília, permanecendo na função até o final de 1997, voltando a exercer a profissão de médico.
Entretanto, Djenal Gonçalves não havia desistido da política. Nas eleições de 1998, voltou a tentar a eleição como deputado federal, obtendo novo insucesso. Quatro anos depois, junto do Partido da Frente Liberal (PFL), novamente falhou em se eleger ao cargo.
Em 2003, virou secretário-chefe do Escritório de Representação do Governo de Sergipe em Brasília, quando João Alves Filho assumiu a governância do estado pela terceira vez. Atualmente, declara-se aposentado, exceto do Servidor Público.